# Javier Nieva
Francisco Javier Nieva (Madrid, 3 de diciembre de 1915) es un escultor y profesor español afincado en Uruguay.

## Vida y obras
Nacido en Madrid el año 1915, estudió en la Real Academia de Bellas Artes de San Fernando de la capital. Completó su formación en diferentes talleres de escultura de la capital de España y en 1941 tenía su propio taller de escultura.
Ya en Uruguay, en 1959 ganó el Premio a los Artistas Extranjeros y medalla de bronce en el XXIII Salón Nacional de Artes Plásticas, con la obra modelada en yeso titulada "Figura". También obtuvo una medalla de plata con una figura de "Eva" en el Salón de Escultura de 1966, quedando por detrás de Heber Ramos Paz que había presentado una figura de alambre soldado.
Docente de la Universidad de Montevideo, fue profesor de los escultores Fernando Revelles (entre 1974 y 1978), Rogelio Osorio (de 1980 a 1985),, Javier Abdala (de 1992 a 1997),· y Héctor Ipata (2009); del artista Alejandro Turell;· de los pintores Elan Primo Marsiglia· y  Viel Felipe;· del escultor Andrés Santangelo (en 2006);· del realizador teatral Alfredo Iriarte·, que dice de su maestro: 

"Nieva trabajaba de imaginero, entre otras hicimos el Cristo de la Iglesia del Colegio Seminario y también una plaqueta de bronce que declara monumento histórico al Estadio Centenario. Él quería que me concentrara en la escultura, pero yo descubrí el teatro…"

También como imaginero es el autor de la Virgen María bajo la advocación “Nuestra Señora del Este”, en la capilla de La Azotea de Haedo, antigua propiedad del presidente uruguayo Eduardo Víctor Haedo en Punta del Este.La virgen preside el conjunto completado con dos paneles constructivos con óleos de Horacio Torres, y el baptisterio, que cuenta con una pila bautismal suspendida, con un Cristo en bronce, obra del escultor Pablo Serrano sobre el mural de José Echave. En la parte exterior del baptisterio, hay un mural de Glauco Capozzoli, denominado “La Virgen Hilandera”.